# Clorida
Clorida é um género de camarão pertencente à família Squillidae.
As espécies deste género podem ser encontradas na América do Norte, no Sudeste Asiático, no Sul da África e na Austrália.
Espécies:
- Clorida albolitura Ahyong & Naiyanetr, 2000
- Clorida bombayensis (Chhapgar & Sane, 1967)
- Clorida daviei Ahyong, 2001
- Clorida decorata Wood-Manson, 1875
- Clorida denticauda (Chhapgar & Sane, 1967)
- Clorida depressa (Miers, 1880)
- Clorida gaillardi Moosa, 1986
- Clorida granti (Stephenson, 1953)
- Clorida japonica Manning, 1978
- Clorida javanica Moosa, 1974
- Clorida latreillei Eydoux & Souleyet, 1842
- Clorida obtusa Ahyong, 2001
- Clorida rotundicauda (Miers, 1880)
- Clorida seversi Moosa, 1973
- Clorida wassenbergi Ahyong, 2001